# Guillano Grot
Guillano Grot (* 15. März 1983 in Paramaribo, Suriname) ist ein ehemaliger niederländisch-surinamischer Fußballspieler und heutiger Trainer.

## Als Spieler
Der Mittelstürmer begann seine Karriere in der Nachwuchsabteilung des NEC Nijmegen und spielte 2003 für ein Jahr in Deutschland beim Oberligisten 1. FC Bocholt. Nach der Rückkehr in die Eredivisie zu NEC Nijmegen wechselte er 2006 zum Ligakonkurrenten Excelsior Rotterdam und ein Jahr darauf zu Helmond Sport in die zweite niederländische Liga. 2008 schloss sich Guillano Grot dem finnischen Verein Inter Turku mit Trainer Job Dragtsma an. Mit dem Klub wurde der Angreifer 2008 finnischer Meister und 2009 Pokalsieger. Im Januar 2011 kehrte Grot zurück in die Niederlande und wechselte zu De Treffers in die neugegründete 3. Liga, die Topklasse. Sein jüngerer Bruder Sherwin Grot spielte zu diesem Zeitpunkt ebenfalls bei De Treffers.
Im Mai 2011 absolvierte Guillano Grot ein Probetraining beim polnischen Erstligisten Cracovia, wo bereits die früheren NEC-Profis Saïdi Ntibazonkiza und Arkadiusz Radomski unter Vertrag standen. Das Interesse des Klubs bestätigte Cracovia's technischer Direktor, der frühere Rotterdam-Profi Tomasz Rząsa. In der Winterpause 2011/12 wechselte Grot zu WKE aus Emmen, wo er bis 2015 spielte. Von 2017 bis 2020 war er noch für die Reservemannschaft des NEC Nijmegen aktiv und beendete dann seine aktive Karriere.

## Erfolge
- Finnischer Meister: 2008
- Finnischer Pokalsieger: 2009

## Als Trainer
Seit 2020 ist Grot Co-Trainer der Reservemannschaft des NEC Nijmegen.